# Garajonay
Garajonay este o arie protejată (arie specială de conservare — SAC, sit de importanță comunitară — SCI, arie de protecție specială avifaunistică — SPA) din Spania întinsă pe o suprafață de 3.785,4 ha, integral pe uscat.

## Localizare
Centrul sitului Garajonay este situat la coordonatele 28°07′50″N 17°14′53″W / 28.1306°N 17.2481°V.

## Înființare
Situl Garajonay a fost declarat arie de protecție specială avifaunistică în ianuarie 1988 pentru a proteja 7 specii de plante și 6 specii de animale. Alte tipuri de protecție:
- sit de importanță comunitară (în octombrie 1999)
- arie specială de conservare (în ianuarie 2010)[1][2][3]

## Biodiversitate
Situată în ecoregiunea , aria protejată conține 5 habitate naturale: Păduri de pin endemic canariene, Păduri de Olea și Ceratonia, Pante stâncoase silicioase cu vegetație casmofită, Pajiști macaroneziene cu vegetație endemică, Păduri macaroneziene de dafin (Laurus, Ocotea).
La baza desemnării sitului se află mai multe specii protejate:
- plante (7): Aeonium gomerense, Cistus chinamadensis, Euphorbia lambii, Myrica rivas-martinezii, Sambucus palmensis, Trichomanes speciosum, Woodwardia radicans
- păsări (5): uliu păsărar (Accipiter nisus granti), Columba bollii, Columba junoniae, Falco pelegrinoides, turturică (Streptopelia turtur)
- mamifere (1): liliac cârn (Barbastella barbastellus)

Pe lângă speciile protejate, pe teritoriul sitului au mai fost identificate 27 de specii de plante, 1 specie de păsări, 6 specii de nevertebrate, 2 specii de reptile.